# Gmina Kniest

Położenie Gminy Kniest w hrabstwie Carroll

Gmina Kniest (ang. Kniest Township) – gmina w USA, w stanie Iowa, w hrabstwie Carroll. Według danych z 2000 roku gmina miała 441 mieszkańców.